# Henning Adolf Gyllenborg (kommendant)
Henning Adolf Gyllenborg, född 1765 eller 1773 i Stockholm, död 1 juli 1826 i Köpenhamn, var en svensk greve i ätten Gyllenborg, kommendant vid Malmöhus, överstelöjtnant och vice landshövding i Malmöhus län. Han var bror till Fredrik Gyllenborg, statsminister 1810-1829.
Gyllenborg reste i många länder innan han bildade familj. Han gifte sig med sin kusin Hedwig Sophia von Dellwig, och fick dottern Sophie Gyllenborg.
År 1811 flyttade Gyllenborg till Köpenhamn, där han blev redaktör för tidskriften Le Messager du Nord, som var ett resultat av ett nordiskt samarbete. Genom arbetet med tidskriften kom han i kontakt med viktiga personer inom kulturkretsar, bland annat Per Adam Wallmark. Gyllenborg introducerade sin dotter Sophie Gyllenborg för Wallmark, som ägde tryckeri i Stockholm, vilket banade väg för hennes karriär som översättare. Sophie Gyllenborg räknas som Sveriges första kvinnliga professionella översättare.
Han var riddare av Nordstjärneorden.